# Carolina League
Carolina League (CL) är en professionell basebolliga. Den är en farmarliga till Major League Baseball (MLB), på den fjärde och näst lägsta nivån (Single-A) inom Minor League Baseball (MiLB).
Ligan består av tolv klubbar, vilka trots ligans namn inte bara ligger i North och South Carolina utan även i närliggande delstater på USA:s östkust.
Den mest framgångsrika klubben genom tiderna är Winston-Salem Dash med elva ligatitlar.

## Historia
Carolina League grundades den 29 oktober 1944 i Durham, och nästföljande år spelades den första säsongen. Då bestod ligan av åtta klubbar, vilka var från Burlington, Durham, Greensboro, Leaksville-Draper-Spray, Raleigh och Winston-Salem i North Carolina samt Danville och Martinsville i Virginia. Ligan var ursprungligen klassad på nivå C. 1948 arrangerades för första gången en all star-match i ligan. Året efter uppgraderades ligan till nivå B.

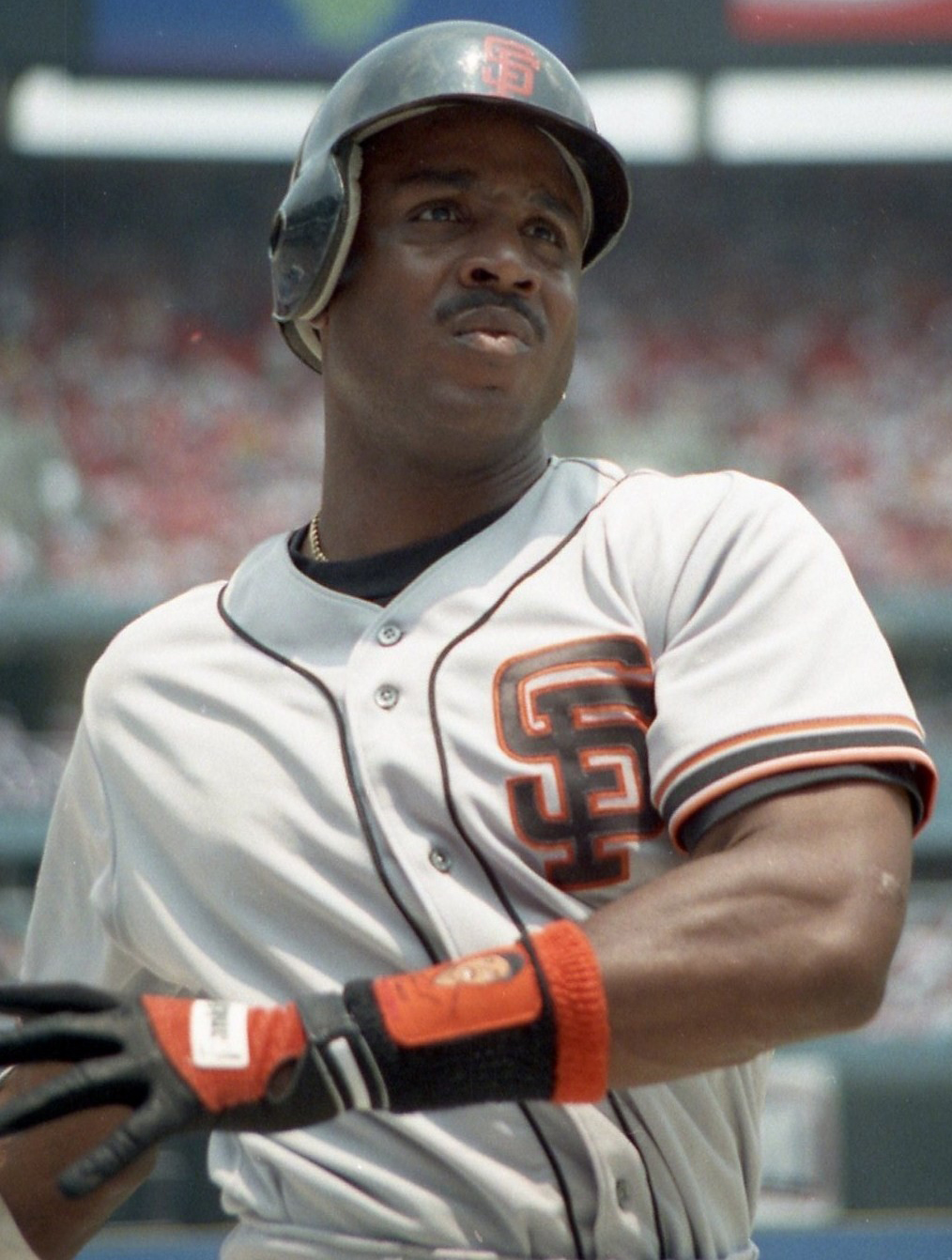
Barry Bonds spelade i Carolina League 1985.

Nästan alla klubbarna under 1940- och 1950-talen kom från North Carolina. Under 1950-talet spelade bland andra de framtida medlemmarna i National Baseball Hall of Fame Willie McCovey och Carl Yastrzemski i ligan. Under nästföljande decennium blev klubbarna närmare knutna till sina moderklubbar och ligan etablerade klubbar längre norrut i Virginia än tidigare. Publiken kunde under den här perioden få se spelare som Rod Carew, Joe Morgan och Johnny Bench. 1963 erhöll ligan klassificeringen A, den tredje högsta nivån inom MiLB. Samma år delades ligan in i divisioner för första gången. Som mest hade ligan tolv klubbar i slutet av 1960-talet.
1970-talet var en svår tid ekonomiskt för ligans klubbar, i likhet med hur det var i många andra farmarligor, trots att ligan kunde skryta med blivande storstjärnor som Wade Boggs och Cecil Cooper, och ett tag var ligan nere i bara fyra klubbar. I slutet av decenniet och i början av nästa utökades dock ligan till åtta klubbar och fick för första gången en klubb så långt norrut som Maryland. Därefter drog ligan mer publik och 1989 passerades för första gången sedan 1947 en miljon åskådare totalt. Under de nästföljande sex säsongerna sattes nya publikrekord varje säsong, bland annat efter etablerandet av en ny klubb i Delaware och byggandet av flera nya arenor. Filmen Bull Durham från 1988, med Kevin Costner, Susan Sarandon och Tim Robbins i huvudrollerna, skildrade den dåtida Carolina League-klubben Durham Bulls öden och äventyr och bidrog också till att öka ligans popularitet. När den nya tredje högsta nivån inom MiLB, A-Advanced, infördes 1990 var Carolina League en av ligorna som fick denna klassifikation, och där blev den kvar till och med 2019. På 1980- och 1990-talen spelade bland andra Dwight Gooden, Barry Bonds, Bernie Williams, Moises Alou och Andruw Jones i ligan.
Med början 1996 spelades en gemensam all star-match med California League, en annan liga på samma nivå som Carolina League. Med undantag för 1998 fortsatte denna tradition till och med 2016. I samband med den sista matchen hölls en homerun-tävling ombord på hangarfartyget USS Midway i San Diego. 1999 fick ligan för första gången en klubb i South Carolina. Publiken minskade något under 2000-talet, men höll sig ändå på en stabil nivå. Bland spelare som utvecklade sina färdigheter i ligan under det decenniet kan nämnas Juan Pierre, Jayson Werth, Brian McCann, Jason Heyward och Albert Pujols. 2012 fanns det bara en arena i ligan som var byggd före 1990-talet och den säsongen satte ligan nytt publikrekord, vilket slogs redan året efter, då den sammanlagda publiksiffran för första gången översteg 1,9 miljoner. Ligan expanderade till tio klubbar 2017 och samma år kom ligan för första gången upp i över två miljoner åskådare.
Hela 2020 års säsong av MiLB, inklusive Carolina League, ställdes in på grund av covid-19-pandemin. I februari 2021 genomförde MLB en stor omorganisation av MiLB som bland annat innebar att de gamla liganamnen ersattes av nya. För Carolina Leagues del innebar omorganisationen att ligan flyttades ned en nivå till den nya nivån Low-A, fick namnet Low-A East och utökades från tio klubbar till tolv. Av de tio klubbar som fanns i ligan före omorganisationen fick sju vara kvar och dessutom tillkom fem från South Atlantic League (A). Av de andra tre klubbarna flyttades två över till South Atlantic League (med det tillfälliga namnet High-A East) medan en inte fick plats i någon liga inom MiLB och gick över till amatörligan MLB Draft League. Efter att ha haft namnet Low-A East 2021 återfick ligan namnet Carolina League 2022 efter det att MLB förvärvat rättigheterna till de gamla liganamnen. Namnet på nivån ändrades samtidigt från Low-A till Single-A.

## Klubbar
Carolina League består av tolv klubbar, som är indelade i två divisioner:
| Klubb                     | Stad                            | Moderklubb           |
| North Division            | North Division                  | North Division       |
| ------------------------- | ------------------------------- | -------------------- |
| Carolina Mudcats          | Raleigh (Zebulon), NC           | Milwaukee Brewers    |
| Delmarva Shorebirds       | Salisbury, MD                   | Baltimore Orioles    |
| Down East Wood Ducks      | Kinston, NC                     | Texas Rangers        |
| Fredericksburg Nationals  | Fredericksburg, VA              | Washington Nationals |
| Lynchburg Hillcats        | Lynchburg, VA                   | Cleveland Guardians  |
| Salem Red Sox             | Salem, VA                       | Boston Red Sox       |
| South Division            |                                 |                      |
| Augusta Greenjackets      | Augusta, GA (North Augusta, SC) | Atlanta Braves       |
| Charleston Riverdogs      | Charleston, SC                  | Tampa Bay Rays       |
| Columbia Fireflies        | Columbia, SC                    | Kansas City Royals   |
| Fayetteville Woodpeckers  | Fayetteville, NC                | Houston Astros       |
| Kannapolis Cannon Ballers | Kannapolis, NC                  | Chicago White Sox    |
| Myrtle Beach Pelicans     | Myrtle Beach, SC                | Chicago Cubs         |

## Spelformat
Grundserien består av 132 matcher och varar från början av april till mitten av september. Matchserierna består oftast av sex matcher som spelas tisdagar till söndagar med speluppehåll på måndagar. Klubbarna spelar oftare mot klubbarna i samma division än mot klubbarna i den andra divisionen.
Grundserien är indelad i två halvor och till slutspel går vinnarna av de båda divisionerna i båda halvorna, alltså totalt fyra klubbar. Om samma klubb vinner båda halvorna går från den divisionen den klubb till slutspel som var näst bäst sett över hela säsongen. I semifinalerna möts de två klubbarna från samma division i ett bäst-av-tre-format och även finalen spelas i detta format.

## Kända spelare

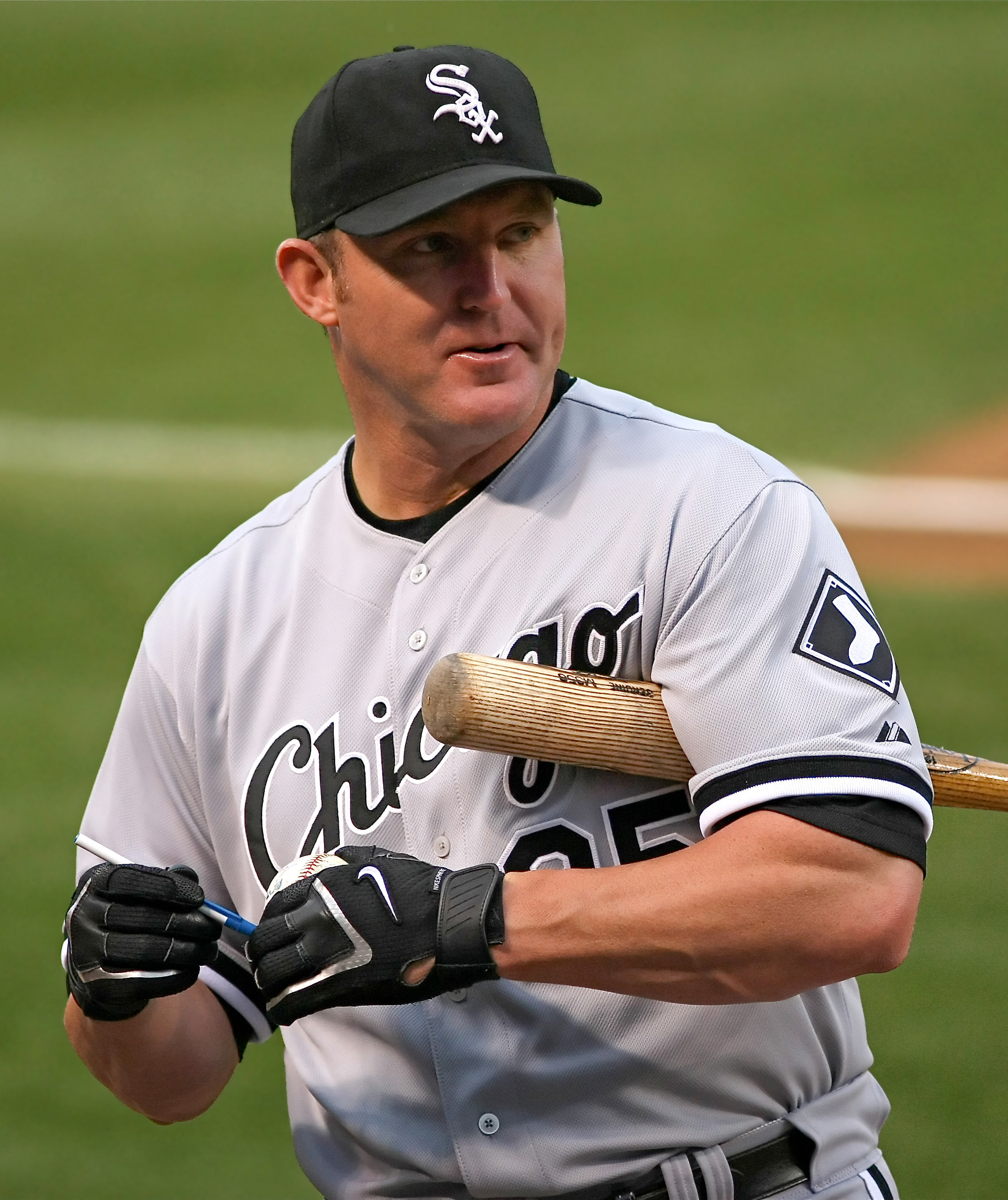
Jim Thome spelade i Carolina League 1990.

Till och med 2022 har 15 före detta spelare och tränare i ligan blivit invalda i National Baseball Hall of Fame. Bland spelarna kan nämnas Johnny Bench, Wade Boggs, Rod Carew, Chipper Jones, Willie McCovey, Joe Morgan, Jim Thome och Carl Yastrzemski.